# Sitticus finschi
Sitticus finschi är en spindelart som först beskrevs av Koch L. 1879.  Sitticus finschi ingår i släktet Sitticus och familjen hoppspindlar. Inga underarter finns listade i Catalogue of Life.